# مظاهرات الولايات المتحدة بسبب جائحة كورونا 2019-20

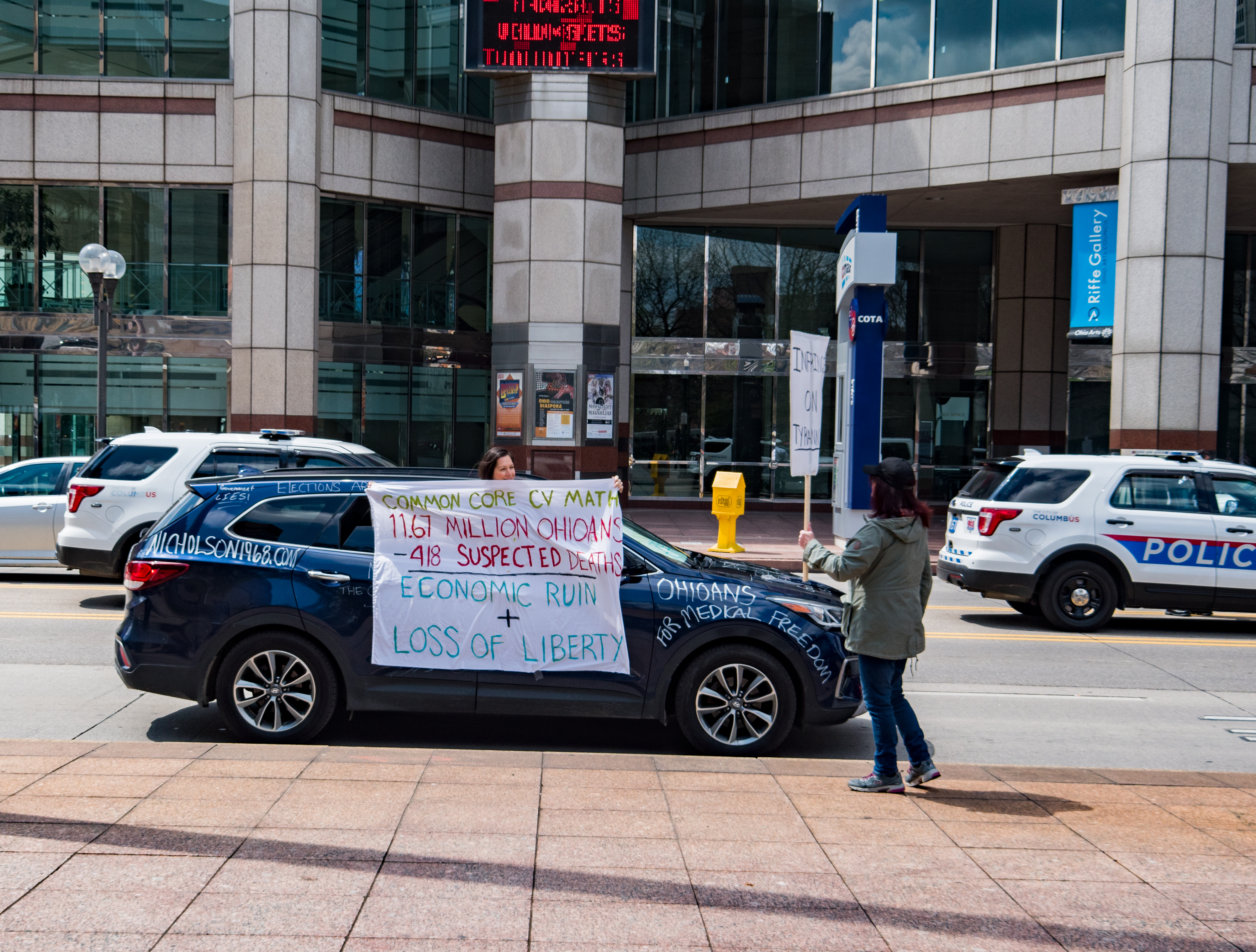
مظاهرات ولاية أوهايو يوم 18 أبريل 2020 في الولايات المتحدة

احتجاجات الولايات المتحدة ضد الإغلاق 2020اعتباراً من منتصف أبريل 2020، كانت هناك احتجاجات في العديد من الولايات الأمريكية ضد عمليات الإغلاق التي تفرضها الحكومة استجابة لوباء الفيروس التاجي في الولايات المتحدة. واحتجاجات نُظمت في الغالب من قبل الجماعات في المحافظة والأفراد. انتقدوا الأثر الاقتصادي والاجتماعي لأوامر البقاء في المنزل، وإغلاق الأعمال التجترية [مبهم]، وتقييد الحركة الشخصية وتكوين الجمعيات، وطالبوا بإعادة فتح الدولة. صنعت الاحتجاجات أخباراً دولية وأدن على نطاق واسع انها غير آمنة وغير حكيمة. تراوح حجمها من بضع مئات من الأشخاص إلى عدة آلاف، وانتشر على وسائل التواصل الاجتماعي بتشجيع من الرئيس الأمريكي دونالد ترامب.

## التاريخ والوصف
كانت إحدى الاحتجاجات الأولى في ميشيغان. تم تنظيمه عبر مجموعة فيسبوك تسمى عملية Gridlock، التي أنشأتها مؤسسة حرية ة ميشيغان، وتحالف ميشيغان المحافظ. شجع متحدث باسم تحالف محافظة ميشيغان المجموعات في الولايات الأخرى على نسخ صياغة وقوالب Gridlock.
قال المتظاهرون في العديد من الولايات الأخرى أنهم قد ألهموا من قبل ميشيغان، واستخدموا مواد ميشيغان على مواقعهم الالكترونية، مجموعات الفيسبوك وصفحات ديتا للترويج لاحتجاجاتهم.
لفت محافظ ميشيغان جريتشين ويتمان الانتباه إلى حقيقة أن صندوق حرية ميشيغان ممول جزئياً من قبل عائلة ولكن لا علاقة لهذه العائلة بالاحتجاجات.
رفضت حملة ترامب الإجابة عما إذا كانت متورطة بشكل مباشر في تنظيم الاحتجاج في ميشيغان، لكن منظمي الاحتجاج الرئيسيين الذين عرفوا أنفسهم هم ميشاون مادوك زوجة ممثل الدولة الجمهوري مات مادوك وعضو المجلس الاستشاري الوطني المرأة من أجل ترامب، وماريان شيريدان نائب رئيس حزب ميشيغان الجمهوري.
تم تنظيم الاحتجاج في ولاية واشنطن من قبل حزب جمهوري بالمقاطعة، ويشمل المتحدثون ثلاثة مشرعين من العامة في الولاية. 'Freedoenworks" هي مجموعة مناصرة محافظة مرتبطة بحركة حزب الشاي، نشرت دليل تخطيط "إعادة فتح أمريكا" "ReOpenAmerica".
عارض المتظاهرون أوامر الحماية في ولايتهم لأسباب مختلفة. قال الكثيرون أنهم يريدون إعادة فتح الأعمال حتى يتمكنوا من العودة إلى وظائفهم. عرض آخرون لافتات واشارات وقبعات المؤيدة لترامب. وأصر آخرون على أن عمليات الإغلاق تمثل انتهاكاً لحقوقهم الدستورية. وقال أحد قادة الميليشيات لأحد المراسلين " أعيدوا فتح ولايتنا أو سنعيد فتحها بأنفسنا. كان الغضب الذي يقود الاحتجاجات يسمى "حقيقياً ومصنعاً " مع مجموعات محافظة – عبر منظمة مركزية تشارك في التنجيم تدعمها جهات مانحة مجهولة.
كانت الاحتجاجات التي أعيد فتحها صغيرة بشكل عام، مع بعض المئات من المحتجين. شمل المتظاهرون أناس عاديين، لكن أيضاً جماعات حقوقية متطرفة بما فيهم أولاد فخورين وحركات الميليشيات المسلحة. كان هناك عدد كبير من المدافعين عن «مناهضة التقصير» حضروا أيضاً، وأحياناً برفقة أطفالهم. بن وكريس وآرون، ثلاثة أخوة ناشطون في مجال حقوق البنادق من نورثفيلد، مينيسوتا، هم المنظمون للاحتجاجات في العديد من ولايات الغرب الأوسط.

## حسب الدولة

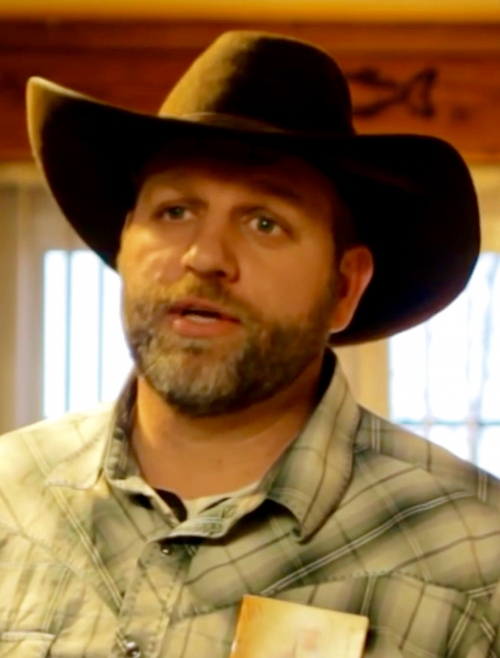
أمون باندي في مقطع فيديو على يوتيوب نشره بلين كوبر في 23 يناير/كانون الثاني 2016، قبل ثلاثة أيام من اعتقاله.

### الغرب الأوسط

#### إلينوي
في 1 مايو، تجمع المئات من المتظاهرين المعارضين للإغلاق الذين يعرضون رموز التفوق الأبيض مثل رموز العلم الكونفدرالي والرموز النارية والعلامات التي تحمل شعارات مثل «أعطني الحرية أو أعطني الفيروس» في تجمع إعادة فتح إلينوي في سبرينغفيلد التي نظمتها «حركة الحرية الأمريكية». التقى المتظاهرون والمتظاهرين المعاكسين في شيكاغو حيث تم القبض على شخصين بسبب سلوك غير منظم.

#### إنديانا
يوم السبت في 18 أبريل، تجمع حوالي 250 شخص أمام قصر الحاكم في إنديانابوليس للاحتجاج على بقاء الحاكم إريك هولكومب في المنزل. لم يتبع المتظاهرون ارشادات التباعد الاجتماعي، ولكن بعضهم ارتدى كمامات الوجه. طلب المتظاهرون من الحاكم الحضور وإضهار نفسه، وقالوا أنهم على استعداد للقبض عليهم إذا لزم الأمر.

#### ميشيغان
كانت ميشيغان موقع لأول وأكبر احتجاجات «إعادة الفتح». تم التعرف على أول حالة للإصابة بفيروس كورونا في ميشيغان في 10 مارس 2020. في 15 أبريل، يوم الاحتجاج، وصلت الحالات المؤكدة في ميشيغان إلى 28059 حالة على الأقل – ثالث أكبر عدد حالات في الولايات المتحدة – ونُسِب إلى المرض 1921 وفاة في الولاية.تم إعلان متروبوليتان ديترويت بؤرة انتشار. تضمنت إجراءات الدولة الأولية للحد من انتشار الفيروس إغلاق جميع مدارس k-12 والحانات والمطاعم وأماكن الترفيه وحظر التجمعات لأكثر من 50 شخص. في 24 مارس، تم إصدار أمر البقاء في المنزل على مستوى الولاية والذي حد من السفر غير الضروري وأوقف جميع الخدمات والعمليات التجارية غير الضرورية. تم تمديد الأمر في بداية أبريل مع تضمين قيود جديدة. في 15 أبريل 2020، شارك حوالي 3000 شخص في احتجاج أطلقوا عليه اسم «عملية Gridlock» في المنطقة المحيطة بعاصمة الولاية في لانسينغ، ميشيغان. ضل معضم المتظاهرين في سياراتهم، وتم إغلاق الشوارع حول مبنى العاصمة، على الرغم من احتجاج 150 على حديقة المبنى. استمر الاحتجاج ثماني ساعات. وصفت الشرطة المتظاهرين بأنهم محترمون. ومعظمهم يحاول الحفاظ على التباعد في المسافات. ولم يتم إجراء أي اعتقالات. اشتكى المتظاهرون من فقدان العمل والصعوبات الاقتصادية الأخرى الناجمة عن استجابة الحكومة لفيروس كورونا. شعر البعض أنهم إذا لم يكونوا مريضين فلديهم الحرية لمواصلة روتين حياتهم الطبيعي. ادعى آخرون انتهاك حرياتهم المدنية وعبروا عن معارضتهم لادارة الحاكم جريتشين ويتمان. لم تشهد الكثير من حالات الإصابة بالفيروس مثل مدن ديترويت أو فلينت.
في 30 أبريل، حدثت مظاهرة عندما تجمع المئات من المتظاهرين، يحمل العديد منهم أسلحة نارية، في مبنى العاصمة في ميشيغان. تمكن العديد من المتظاهرين من دخول المبنى، ونظمت المظاهرة بواسطة جماعة ميشيغان يونايتد للحرية. كان الاحتجاج أصغر بكثير من احتجاج 15 أبريل، لكن عرض الأسلحة النارية والنبرة العنيفة أشارت إلى أن الأمور كانت تتغير، حيث قارن بعض المتظاهرين الحاكم ويتمار بأدلوف هتلر. مدد الحاكم هتلر حالة الطوارئ.

#### مينيسوتا
في 17 أبريل، تجمع حوالي 800 متظاهر خارج قصر الحاكم في سانت بول لحضور «ليبرالية مينيسوتا» بتشجيع من تغريدات الرئيس ترامب.
في 19 أبريل، أعاد سفين سوند جارد، عالم الأرصاد الجوية التابع لشبكة إن بي سي KARE11 اقتباساً من حاخام مايكل لاتز يتهم المتظاهرين اليمينيين بأنهم «متعاطفون نازيوون من القوميين البيض النازيين» على صفحته الشخصية على فيسبوك. تم طرد سوند جارد في وقت لاحق بسبب انتهاكات الأخلاق.

#### داكوتا الشمالية
على الرغم من أن الحاكم دوج بورجوم لم يصدر أمراً بالبقاء في المنزل، فقد تجمع حوالي 150 متظاهراً خارج مبنى العاصمة في ولاية داكوتا الشمالية في بسمارك لمطالبة حكومة الولاية بإعادة فتح أماكن الحفلات الموسيقية وصالات السينما وصالات الألعاب الرياضية وصالونات التجميل والتدليك ومحلات الحلاقة.

#### أوهايو
بدأت الاحتجاجات في أوهايو في 9 أبريل مع تجمع حوالي 75 شخصاً خارج مبنى الولاية وتكرر في الثالث عشر وامتد إلى مجموعة من 200-300.
في نهاية الاسبوع التالي، بدأت الاحتجاجات في يوم الجمعة 17 أبريل مع عشرات المحتجين خاج الجانب الشرقي من ستيت هاوس. في اليوم التالي، 8 أبريل، امتدت الاحتجاجات إلى المئات الذين جاءوا للاحتجاج على بقاء الحاكم دي واين في المنزل. حمل المتظاهرون لافتات تتعلق بفقدان الحريات من أجل الأمان، وكذلك لافتات تنتقد مسئولي الدولة ظو وطالبوا بإعادة فتح الدولة على الفور، قال الحاكم أنه لن يتدخل بالاحتجاجات، على الأقل شريطة أن يلتزموا بإرشادات التباعد الاجتماعي. صور من الاحتجاجات في 8 أبريل تشير إلى أنه لم يظهر جميع المتظاهرين. على الرغم من أن الاحتجاجات تضمنت أيضاً أولئك الذين ببقوا في السيارات.

#### ويسكونسن
تجمع عدة آلاف من الأشخاص في مبنى العاصمة في ماديسون في 24 أبريل للاحتجاج على قواعد الولاية «الأكثر أماناً في المنزل» التي تتطلب إبعاداص اجتماعياً وإغلاق الشركات غير الضرورية. في ذلك اليوم، أعلنت وزارة الصحة في الولاية عن 304 اختبارات ايجابية جديدة – أحدث الحالات منذ بدء الوباء.

### شمال شرق

#### كونيتيكت
عرض مئات المتظاهرين طريق هارتفورد في "CT Liberty Rally" في 20 أبريل مطالبين بإغلاق الشركات المشرعة من قبل الحاكم نيد لامونت للفيروس التاجي. نظم الحزب الليبرالي في كونيتيكت هذا الحدث.

#### ماساتشوستس
تجمهر حوالي 12 شخصااً خارج منزل الحاكم تشارلي بيكر في سوامبسكوت في 23 أبريل. قام المشجعون صعودا ونزولاً في الشارع في عربات تحمل أعلام ماغا، بينما حاول العاملون الطيبون إقناعهم بالتفرق.
في 26 أبريل التقى المتظاهرون خارج مبنى حكومة مقاطعة بريستول في فال ريفر. في 4 مايو، تجمع المئات خارج ماساتشوستس ستيت هاوس لحضور «تجمع الحرية» الذي روج له مضيف البرنامج الإذاعي المحافظ جيفري كونر ومن قبل سوبر هابي فان أمريكا، منظمي المسيرة المثيرة للجدل لعام 2019 في بوسطن. كان حشد التجمع «معبأ باحكام»، وتجاهل بشكل كبير بروتوكولات التباعد الاجتماعي ورفض العديد في المجموعة ارتداء الكمامات.

#### نيو هامبشاير
واحتج المئات في مجلس ولاية نيو هامبشاير في 17 أبريل داعين المحافظ كريس سونونو إلى إعادة فتح الولاية.

#### نيو جيرسي
في 17 أبريل، وقعت مظاهرة ضد الإغلاق في ترينتون. بعد أيام، وُجهت تهم إلى منظم المسيرة لانتهاكه إرشادات المباعدة الاجتماعية. كما قامت مجموعة أصغر من المتظاهرين بالاحتجاج في موقف للسيارات في وول مارت في هاميلتون في نفس اليوم.

#### نيويورك
في 22 أبريل، دمرت عشرات السيارات والشاحنات أبواقها بالقرب من حديقة الكابيتول ف ألباني في احتجاج يسمى عملية "Gridlock ReOpen NK". في 1 مايو، احتج المئات من كوماك، لونغ آيلاند. تجاهل معظم المتظاهرين بروتوكولات التواصل الاجتماعي، لكن لم يتم اعتقال أي شخص وفقاً لشرطة مقاطعة سوفولك.

#### بنسلفانيا
في يوم الوطنيين، 20 أبريل، تظاهر المئات من الناس في مبنى عاصمة ولاية بنسلفانيا صباح يوم الاثنين في حدث عملية "Gridlock" بنسلفانيا في هاريسبورغ. تم تنظيم الاحتجاج من قبل ثلاث مجموعات، «إعادة فتح بنسلفانيا» و«إنهاء الإغلاق في بنسلفانيا» و«بنسلفانيا ضد الحجر الصحي المفرط» بقيادة جزئية من ناشط حقوق التعديل الثاني في أوهايو المسمى كريس دور.

#### جزيرة رود
اشتبك متظاهرون معارضون للإغلاق مع مجموعة من العاملين في مجال الصحة، واشتبك متظاهرون معارضون خارج مقر ولاية رود آيلاند في 25 أبريل.

#### فيرمونت
تجمع ما يقارب ال20 متظاهراً معارضين للإغلاق في مونبيليه في 20 أبريل.

### الجنوب

#### ألاباما
قام حوالي 60 متظاهراً معارضين للإلاق بمسيرة بالقرب من مبنى العاصمة في ولاية ألاباما في تجمع «إعادة فتح ألاباما» في مونتغمري في 21 أبريل.

#### فلوريدا
وسار المتظاهرون المعارضون للإغلاق من قصر الحاكم إلى مبنى العاصمة القديم في تالاهاسي لمطالبة الدولة بالسماح للشركات بالعودة إلى العمل.

#### كنتاكي
تجمع العشرات في حديقة مبنى العاصمة في فرانكفورت بعد ظهر الأربعاء في 15 أبريل 2020 احتجاجاً على إجراءات الحاكم أندي بيشير لمكافحة فيروس كورونا. كما يمكن سماعهم داخل المبنى. طوال الموجز الصحفي الذي قدمه الحاكم بيشيا لمدة ساعة، هتف المتظاهرون باستمرار وأطلقوا بوقاً في بعض الأحيان. كان المطلب الرئيسي هو إعادة فتح الأعمال في الدولة.

#### ميسيسيبي
تجمع العشرات من المتظاهرين الذين ملوا بضائع حملة ترامب وأعلام الكونفدرالية إلى «فتح ميسيسيبي» في جاكسون في 25 أبريل.
كارولينا الشمالية
في تجمع، احتج حوالي 100 شخص خارج مبنى العاصمة في 14 أبريل. واعتُقلت امرأة لانتهاكها أمر المحافظ ورفضها مغادرة موقف السيارات. تم تنظيم احتجاج ثاني ل "ROpen NC" لحوالي 300 شخص في 21 أبريل وهو اليوم الذي ارتفع فيه عدد الوفيات بالفيروس في الولاية بنسبة 34 إلى ما مجموعه 213.
كشف زعيم مجموعة "ReOpen NC" مشاركة في الفيسبوك عن اختبارها الإيجابي للفيروس. وصفت نفسها بأنها «فحصها ايجابي وغير مصابة بالفيروس» عاد اختبار الأجسام المضادة لها سلبياً ولكن نتيجة اختبار فيروس كورونا كانت ايجابية.

#### تكساس
يوم السبت 18 أبريل، تظاهر المئات في الولاية في أوستن، تكساس في مسيرة لا يمكن إغلاق أليكس جونز التي نظمتها «InfoWars أمريكا».

### الغرب

#### ألاسكا
في 23 أبريل، تم عرض قافلة من السيارات غبر قرون وسط مدينة أنكوراج، ملوحين بالأعلام ولافتات مكتوب عليها " Open Alaska " و" Don't Trade on Me " و" Shrink Government. Open business." عارض المتظاهرون في المقام الأول العمدة الديمقراطي إثيان بيركوفيتش لكونهم بطيئين للغاية بانهاء الإغلاق. أعرب المتظاهرون أنهم كانوا على نفس الجانب مثل الحاكم الجمهوري للولاية في هذه القضية.

#### كارولينا
في 17 أبريل، احتجت مجموعة من أكثر من 100 شخص على قواعد البقاء في المنزل في هنتنغتون بيتش. طالب المتظاهرون السلميون بإعادة فتح اقتصاد كاليفورنيا. تم القبض على رجل يبلغ من العمر 36 عاماً لقيامه بسحب سكين على الصحفيين، مما أجبرهم على ركوب شاحنتهم وجعلهم يحذفون لقطات في المسيرة. في 18 أبريل، احتج مئات الأشخاص في مدينة سان دييغو، مطالبين بإعادة فتح شواطئهم وأعمالهم. وظهر احتجاج آخر في 19 أبريل، في إنسينيتاس.
في 20 أبريل، سار مئات المتظاهرين حول عاصمة ولاية كاليفورنيا في سكرامنتو. نُظِّمت المسيرة بواسطة Freedom angles (ملائكة الحرية)، وهي مجموعة معروفة بمعارضتها للتطعيم الإلزامي. أعقاب هذا الاحتجاج، أعلنت دورية الطرق السريعة في كاليفورنيا أنها لن تصدر بعد الآن تصاريح لأية أحداث على ممتلكات الدولة. في 25 أبريل، تم القبض على ما لا يقل عن ثلاثة متظاهرين لانتهاكهم أمر البقاء في المنزل ورفضهم مغادرة شاطئ مغلق في إنسينيتاس. في 25 أبريل، تظاهر ما لا يقل عن 200 شخص في يوم الحرية في سان دييغو حرية رالي على شاطئ المحيط الهادي التي نظمها نفس الأشخاص الذين نظموا الأسبوع الماضي مسيرة وسط المدينة. وأدان زعماء المجتمع المسيرة بشدة، لكن لم ترد أنباء عن اعتقالات. في 1 مايو، تم التخطيط لسلسلة من الاحتجاجات المتزامنة في جميع أنحاء كاليفورنيا يوم الجمعة ولكن ثلاثة فقط اجتذبت حشوداً كبيرة. تجمع المئات واعتُقل 32 في سكرامنتو. تجمع 2500 إلى 3000 في هنتنغتون بيتش للاحتجاج على أمر الحاكم الجديد بإعادة إغلاق الشواطئ في مقاطعة أورانج
في 1 مايو، تظاهر 1000 شخص ضد الإغلاق في فينتورا. ووصف الحدث بأنه «احتجاج سلمي غير سياسي لإعادة فتح كاليفورنيا بالكامل». وقال مسئولو إدارة شرطة فنتورا إنهم قدروا الحجم بنحو ألف شخص. في 2 مايو، تجمع مائة متظاهر ضد الإغلاق في لاجونا بيتش. تعرض مراسل إم إس إن بي سي لهجوم في منتصف البث من قبل المحتجين الذين وقفوا في مساحته الخاصة وصرخوا بوجهه «اخلع هذا القناع اللعين».
في 2 مايو اعترض رجل وحيد على متطلبات قناع الوجه من خلال ارتداء غطاء محرك سيارة Ku Klux Klan في سوبر ماركت vons في سانتي.
في 3 مايو، تظاهر حوالي 300 شخص في رانشوكوكامونجا، وتجاهلوا قواعد الابتعاد الاجتماعي وحملوا لافتات ترامب ورددوا «أربع سنوات أخرى».

#### كولورادو
تم إنشاء حدث على الفسبوك للتجمع يسمى عملية " Gridlock Denver " في 19 أبريل، حيث ذكر أكثر من 550 شخص أنهم ذاهبون إلى الحدث. كانت خطة العملية هي " القيادة إلى العاصمة في دنفر وازدحام الطرق احتجاجاً على الإغلاق الإلزامي وانتهاك الحقوق الدستورية ". انتشرت لقطات من الاحتجاج بعد أن وقفت الممرضات بصمت أمام السيارات المشاركة في العملية الاحتجاجية، بينما كانوا يرتدون السكراب وأقنعة الوجه N95. وقالت ممرضة كانت مشاركة في الاحتجاج أن الاحتجاج يبدو كصفعة على وجه الكوادر الطبية ".وقفت الممرضات في ممر المشاة أثناء الأضواء الحمراء كتذكير بسبب الحاجة لإجراءات الإغلاق.

#### إيداهو
تجمع المئات من المحتجين في مبنى العاصمة في ولاية ايداهو في بويز تحت شعار " Disobey Idaho ". في 17 أبريل، نُظِّم الاحتجاج بواسطة ثلاثة مجموعات محافظة " مؤسسة الحرية في ايداهو " و" تحالف التعديل الثاني في الولاية " والصحة في الحرية في ايداهو ". وتجاوزه ممثل الدولة الجمهوري تامي نيكولز.

#### نيفادا
تجمع مئات المتظاهرين في 18 أبريل في مدينة كارسون في مبنى العاصمة بولاية نيفادا وفي شارع كارسون وهم يهتفون «أنهوا الإغلاق»، «أمّة واحدة تحت الإله» و«أذكر سيسولاك».

#### المكسيك الجديدة
تجمعت مجموعة صغيرة من المتظاهرين المعارضين للإغلاق في سيفيك بلازا في سانتا لحضور عملية Gridlock في 24 أبريل.

#### أريغون
في ولاية أوريغون، التف عشرات المتظاهرين في مبنى العاصمة في سالم في سياراتهم في 17 أبريل 2020. 200 شخص تجمعوا خارج سيتي هول في ريدموند. ومن المقرر تنظيم تجمع «إعادة فتح ولاية أوريغون» في 2 مايو.

#### يوتا
احتج المئات في ساحة واشنطن سولت ليك سيتي يوم السبت 18 أبريل. قبل يوم من الاحتجاج، طبقاً لإفادة خطية للشرطة، هدد العمدة إرين مندنهال من قبل رجل ذكر أن «رئيس البلدية عليه فتح المدينة. إذا لم يفعل سيتم إبعاده قسرياً من منصبه. سيكون هناك احتجاج غداً إذا لم تتغير الأمور، فإن الحرب الأهلية قادمة، ولا يمكن للشرطة أن توقفني.» تم القبض على الرجل لتهمة التهديد الإرهابي ومضايقة الاتصالات الإلكترونية.

#### ولاية واشنطن
نسق الحزب الجمهوري لمقاطعة Kitsap حدثاً بعنوان «الحرية الخطرة ! الدفاع عن الدستور !» دعا إليه أولمبيا في 19 أبريل. حضر حدث أولمبيا أكثر من ألفي شخص. تضمن المتحدثون ثلالة مشرعين جمهوريين. في 26 أبريل، اعترض عشرات من القوارب في بحيرة يونيون غلى حظر الولاية على الصيد الترفيهي الذي هو جزء من أمر «البقاء في المنزل، كن بصحة جيدة» الذي قدمه الحاكم جاي إنسلي.

#### وايومنغ
ظهر الحاكم الجمهوري مارك جوردون في احتجاج خارج مبنى العاصمة بولاية وايومنغ في شايان في 20 أبريل.

## استجابة
في 16 أبريل، أصدر الرئيس دونالد ترامب مبادئ توجيهية لكيفية التخلص التدريجي من القيود، قائلاً أن الحكام سيقررون كيفية إعادة فتح ولايتهم الخاصة واقترح نهج حذر من ثلاث مراحل. في اليوم التالي رد على الاحتجاجات ضد القيود الاجتماعية من خلال تشجيع الاحتجاجات، حيث غرد «ليبراتي ميتشيغان !» و«ليبراتي مينيسوتا!» في حين أن معظم الاحتجاجات جرت في ولايات مع حكام جمهوريين، إلا أن ترامب سلط الضوء فقط على تلك الموجودة في ولايات حكام ديمقراطيين. واصل ترامب تشجيعه على تحدي المتظاهرين لأوامر الفصل الاجتماعي بالقول؛ «يبدو أنهم مسئولون للغاية بالنسبة لي». ستيفن مور، عضو يميني في مجلسه الاقتصادي، أذكى المشاعر العرقية بمقارنة المتظاهرين بروزاباركس. ارتبطت العنصرية بالاحتجاجات.
في 20 أبريل 2020، أعلن فيسبوك أنه يحظر الأحداث والرسائل من الجماعات الاحتجاجية المعارضة للحجر الصحي " عندما لا تتبع التجمعات المعايير الصحية التي وضعتها الحكومة وبالتالي فهي غير قانونية. حكام ولاية نيوجيرسي ونبراسكا يقولون بأنهم لم يطلبوا الفيسبوك لإنزال المشاركات. يبدو أن الشركة تفعل ذلك بمحض إرادتها، لكن دونالد ترامب، الابن يدعي أنهم: يتواطئون مع حكومات الولايات لإلغاء حرية التعبير.

### حكومات الولايات
إتهم الحاكم جاي إنسلي الرئيس " بإثارة التمرد الداخلي " بهذه التغريدات:" إن تصريحات الرئيس هذا الصباح تشجع على أعمال غير قانونية وخطير. إنه يعرض الملايين من الناس لخطر الإصابة ب فيروس كورونا. في هذا الأسبوع بعد ذلك بيومين، قال إنسلي إن دعوة الرئيس لتجاهل ارشادات فريقه كانت " مصابة بالفصام ".
عندما سُئل عما إذا كان هناك حق أساسي للذهاب إلى العمل، شجع حاكم نيويورك أندروكومو المتظاهرين على الحصول على وظيفة أساسية.
رد حاكم ولاية كارولينا الشمالية، روي كوبر، على أول احتجاج في ولايته قائلاً:" يريد بعض الأشخاص مجو هذه القيود تماماً. ستكون كارثة. والأرقام واضحة جدا أن التدخلات التي دخلنا فيها – التجمعات الاجتماعية والقيود في الحانات والمطاعم، والبقاء في المنزل – هذه الإجراءات تجدي نفعاً.

### عامة الناس
في 16 أبريل، أشارت استطلاعات مركز بيو للأبحاث إلى أن 32 ٪ من الأمريكيين قلقوا من أن تستغرق حكومات الولايات وقتًا طويلاً لإعادة السماح بالأنشطة العامة، في حين يخشى 66 ٪ من رفع قيود الدولة بسرعة كبيرة.
وقد أدان العديد من المشرعين والشخصيات العامة الأخرى الاحتجاجات ووصفتها بأنها غير آمنة وغير حكيمة.ووصف الجمهوري مايك شيركي، زعيم الأغلبية في مجلس الشيوخ في ميشيغان، المتظاهرين في ولايته بـ «حفنة من الجاكيتات».